# Rückert-Lieder
Die Rückert-Lieder sind fünf Lieder für Singstimme und Klavier oder Orchester von Gustav Mahler auf Texte von Friedrich Rückert. Im Gegensatz zu den Kindertotenliedern auf Texte des gleichen Autors handelt es sich dabei nicht um einen Liederzyklus, sondern um jeweils selbstständige Einzelwerke.

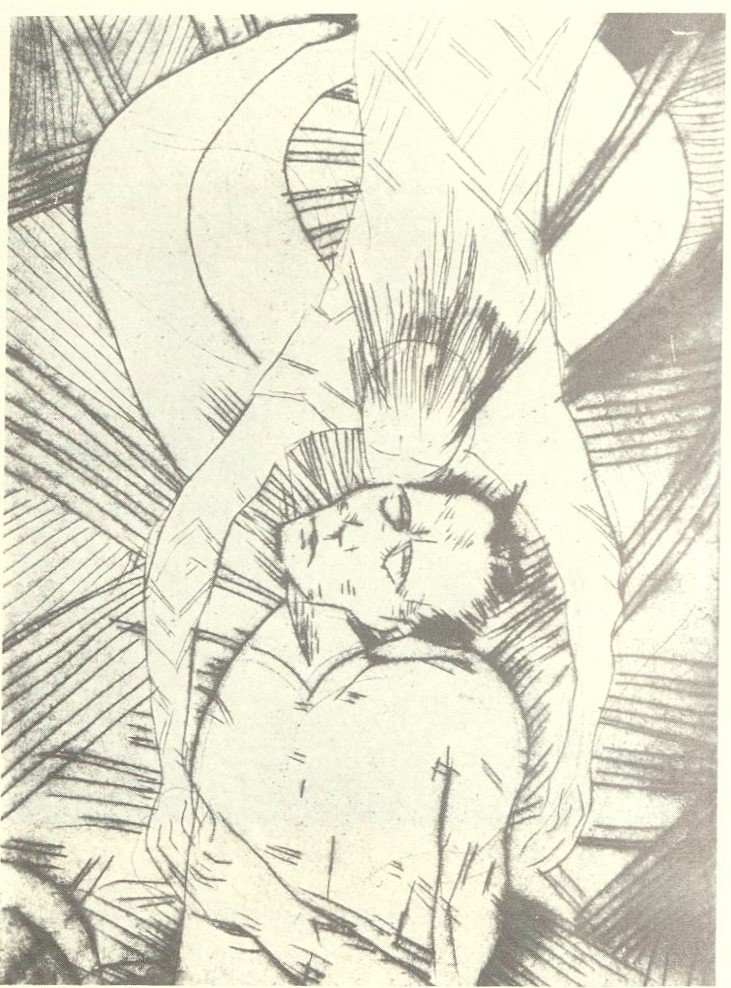
Karl Jakob Hirsch: Gustav Mahler: Ich bin der Welt abhanden gekommen (1915)

## Inhalt
Die Sammlung umfasst:
1. Blicke mir nicht in die Lieder! (14. Juni 1901)
2. Ich atmet’ einen linden Duft (Juli 1901)
3. Ich bin der Welt abhanden gekommen (16. August 1901)
4. Um Mitternacht (Sommer 1901)
5. Liebst du um Schönheit (August 1902)

Zusammen mit den Liedern Revelge und Der Tamboursg’sell (auf Texte aus Des Knaben Wunderhorn), die später in Mahlers Sammlung Des Knaben Wunderhorn aufgenommen wurden, wurden sie erstmals 1905 unter dem Titel Sieben Lieder aus letzter Zeit veröffentlicht.
Die Uraufführung der vier 1901 entstandenen Lieder in der Orchesterfassung fand am 29. Januar 1905 in Wien unter der Leitung des Komponisten statt. Im selben Konzert wurden auch die Kindertotenlieder sowie sechs Lieder aus Des Knaben Wunderhorn uraufgeführt. Das fünfte Lied, Liebst du um Schönheit, wurde nicht von Mahler selbst, sondern von Max Puttmann, einem Angestellten des herausgebenden Verlages, instrumentiert.

## Instrumentation
Die Größe und Zusammensetzung des Orchesters variiert von Lied zu Lied; die Aufführung des gesamten Liederzyklus erfordert folgende Instrumente: 2 Flöten, 2 Oboen (eine auch Oboe d’amore), Englischhorn, 2 Klarinetten (in B und A), 2 Fagotte, Kontrafagott, 4 Hörner, 2 Trompeten, 3 Posaunen, Tuba, Pauken, Celesta, Harfe, Klavier und Streicher.